# لئو پله
لئو پله (انگلیسی: Léo Pelé؛ زادهٔ ۶ مارس ۱۹۹۶) بازیکن فوتبال اهل برزیل است.
از باشگاه‌هایی که در آن بازی کرده‌است می‌توان به فلومیننزه، سائو پائولو و واسکو دوگاما اشاره کرد.